# Marine Express
Marine Express (マリンエキスプレス, Marin'ekisupuresu) était une compagnie de navigation maritime japonaise. Fondée à Tokyo en 1964 sous le nom de Nippon Car Ferry (日本カーフェリー, Nippon kāferī), elle commence ses activités en avril 1965 dans le transport de passagers et de véhicules dans la baie de Tokyo. À partir des années 1970, la compagnie ouvre ses premières lignes vers l'île de Kyūshū depuis Tokyo puis la région du Kansai et se constitue une performante flotte de car-ferries. Ceci n'empêchera pas l'armateur de se retrouver en difficultés financières à la fin des années 1980, entraînant son rachat, en 1990, par la société Seacom et son changement de nom en Seacom Ferry (シーコムフェリー, Shīkomu ferī). Les relations avec son nouveau propriétaire seront toutefois stoppées en 1992, entraînant une nouvelle fois l'acquisition de la compagnie, cette fois-ci par un fonds d'investissement de la banque japonaise LTCB. C'est à cette occasion que la société prend le nom de Marine Express. Après une décennie marquée par un regain de croissance pour la compagnie, celle-ci sera frappée de plein fouet par la hausse du prix du carburant au début des années 2000. L'entreprise cesse définitivement ses activités le 15 juin 2005. Une partie des actifs et de sa flotte sont alors transférés au sein de la compagnie Miyazaki Car Ferry qui reprend l'exploitation de ses lignes au départ d'Osaka. Marine Express disparaît courant 2006.

## Histoire
Le 18 août 1964, la compagnie Nippon Car Ferry est fondée à Tokyo. Ses activités débutent le 1er avril 1965 avec la mise en service de trois petits car-ferries de 38 mètres d'un bout à l'autre de la baie de Tokyo entre Kawasaki, Chiba et Kisarazu puis à partir de 1966, Ichihara. Entre 1966 et 1971, neuf navires seront mis en service sur ces lignes.

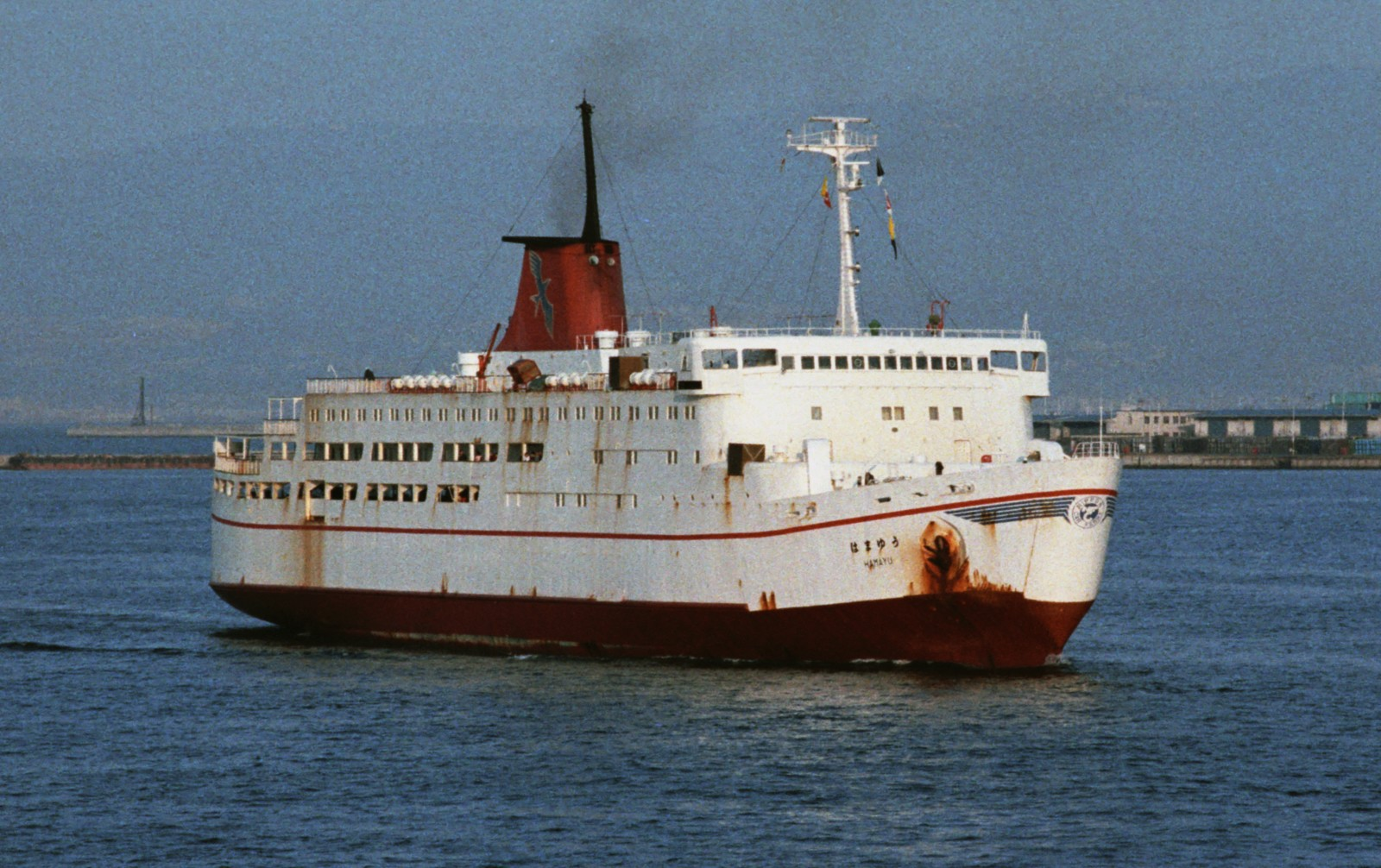
Le ferry Hamayu, mis en service en 1971.

À partir des années 1970, Nippon Car Ferry envisage l'ouverture de lignes inter-îles à destination de Kyūshū. À cet effet, la compagnie passe commande de quatre car-ferries jumeaux aux chantiers Mitsubishi Heavy Industries de Kobe et NKK de Shimizu. D'une longueur de 118 mètres et pouvant transporter plus de 1 000 passagers et 100 véhicules, les sister-ships Phenix, Saintpaulia, Bougainvillea et Hibiscus entrent en service en 1971 entre Kawasaki et Hyūga dans la préfecture de Miyazaki. En juin de cette même année, une filiale est créée pour l'exploitation d'une ligne entre Kobe et Hyūga. Nommée Miyazaki Car Ferry, elle affrète deux nouveaux navires, aux caractéristiques similaires à celles des quatre premiers, livrés par les chantiers Hayashikane de Shimonoseki en 1971, les sister-ships Hamayu et Lupinus.
En mai 1972, Miyazaki Car Ferry ouvre une ligne depuis Ōsaka, entraînant l'affrètement sous ses couleurs du Saintpaulia et de l‘Hibiscus. La filiale sera toutefois dissoute au mois de juillet et Nippon Car Ferry reprendra l'exploitation de ses lignes sous ses propres couleurs.
En mars 1974, Nippon Car Ferry prend livraison du Takachiho Maru et du Mimitsu Maru, car-ferries jumeaux de 156 mètres conçus comme une version améliorée des précédents navires. Capables de transporter plus de 1 000 passagers et 150 véhicules à la vitesse de 25 nœuds, ils sont les ferries les plus rapides du Japon. Mis en service en service sur la ligne de Kawasaki, leur vitesse permet de garantir une traversée quotidienne vers et depuis Kyūshū avec seulement deux navires au lieu de quatre. Ceci entraine alors le transfert du Phenix et du Saintpaulia sur la ligne d'Ōsaka, de l’Hibiscus sur la ligne de Kobe et le désarmement du Bougainvillea. En parallèle, une ligne reliant Hiroshima à Hyūga est ouverte.
Au cours de l'année 1975, un petit car-ferry de 82 mètres rebaptisé Futaba est acquis pour desservir la nouvelle ligne entre Hiroshima à Hyūga. En juillet, la ligne Kawasaki - Ichihara est fermée. En novembre, le Hamayu est transféré sur la ligne d'Ōsaka tandis que son jumeau le Lupinus est retiré de la flotte puis vendu, de même que le Phenix. Un nouveau navire entre en flotte ce même mois sur la ligne de Kobe, le car-ferry Alnasl acquis à la compagnie Taiheiyō Enkai Ferry et rebaptisé Ebino.

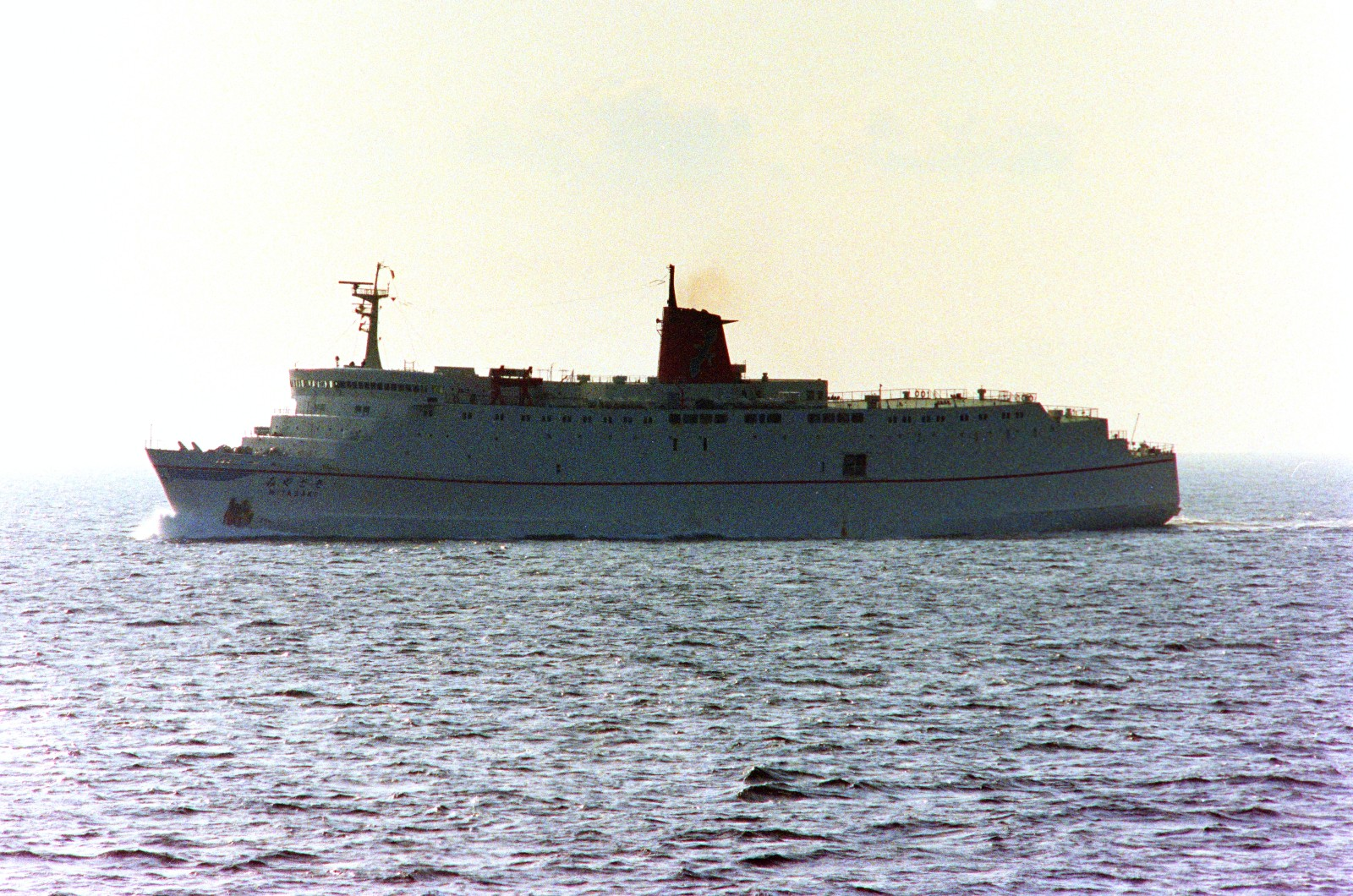
Le Miyazaki, acquis à la compagnie Fuji Ferry, mis en service en 1978.

Au mois de juin 1976, l‘Hibiscus et le Bougainvillea quittent la flotte et sont vendus à l'étranger. Le 2 juillet, le Futaba fait naufrage entre Hiroshima et Hyūga après être entré en collision avec un cargo taïwanais. En novembre, un nouveau navire est acquis pour la ligne de Kobe, le car-ferry de 140 mètres Ferry Kashi, renommé Saitobaru. Ce navire fera cependant naufrage le 3 septembre 1978 après une collision avec le pétrolier sud-coréen Chan Won.
En novembre 1978, un nouveau ferry intègre la flotte en remplacement du Saitobaru, le Ise Maru, acheté à la compagnie Fuji Ferry et rebaptisé Miyazaki.
En mars 1980, une nouvelle ligne entre Ōsaka et Shibushi, au sud de Kyūshū, est ouverte. À cet effet, un navire neuf construit par les chantiers Koyo Dockyard est mis en service, l‘Osumi, car-ferry de 160 mètres pouvant transporter 790 passagers et une soixantaine de véhicules. Cette ligne sera toutefois fermée en juin 1982, entraînant le transfert de l‘Osumi au départ de Kobe. La ligne entre Hiroshima et Hyūga sera elle aussi arrêtée dès le mois de janvier.
À la fin des années 1980, Nippon Car Ferry rencontre d'importantes difficultés financières. Afin d'éviter la faillite, la Long-Term Credit Bank of Japan (LTCB) négocie en août 1990 le rachat de Nippon Car Ferry par la compagnie Seacom, filiale du groupe immobilier EIE International. Le 20 décembre 1990, les actifs de la compagnie sont transférés au sein d'une nouvelle société baptisée Seacom Ferry. Dès 1991, la nouvelle direction se lance dans un programme de renouvellement de la flotte et passe commande de deux ferries rapides de grandes dimensions aux chantiers Mitsubishi Heavy Industries de Shimonoseki. Entre-temps, en juin 1990, le port d'arrivée de la ligne d'Ōsaka est déplacé de Hyūga à Miyazaki.

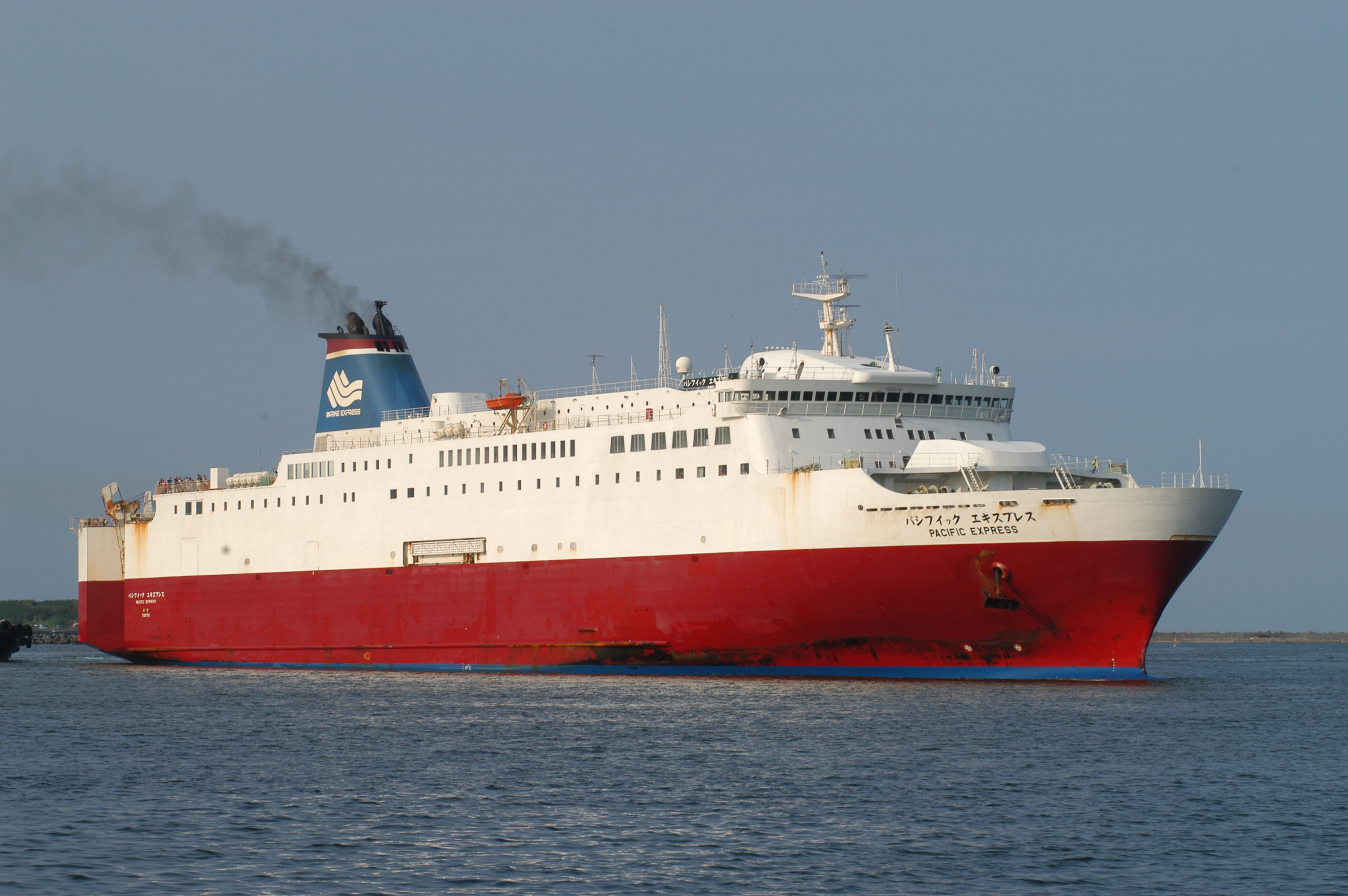
Le Pacific Express était, à sa mise en service, le ferry le plus rapide du Japon.

En 1992 cependant, les relations entre Seacom Ferry et sa maison mère tendent à se dégrader, à tel point que celles-ci sont rompues au mois d'octobre. La LTCB rachète alors les parts de Seacom dans Seacom Ferry qui devient Marine Express. Le changement de nom se traduit par un changement de l'identité visuelle de la compagnie, déjà envisagé par Seacom, les coques blanches des navires sont repeintes en rouge et la cheminée arbore désormais une couleur bleue avec un nouveau logo. C'est dans ce contexte que l'armateur réceptionne en novembre le car-ferry Pacific Express, premier des deux navires commandés sous l'ère Seacom. Avec ses 170 mètres de long et sa vitesse de 26 nœuds, il est le plus grand navire de la compagnie mais surtout le plus rapide du Japon. Il est rejoint en 1993 par son jumeau le Phoenix Express. Les deux navires remplacent sur la ligne Kawasaki - Hyūga le Takachiho Maru et le Mimitsu Maru qui sont déplacés sur la ligne d'Ōsaka, ce qui entraîne la sortie de flotte du Hamayu et du Saintpaulia.

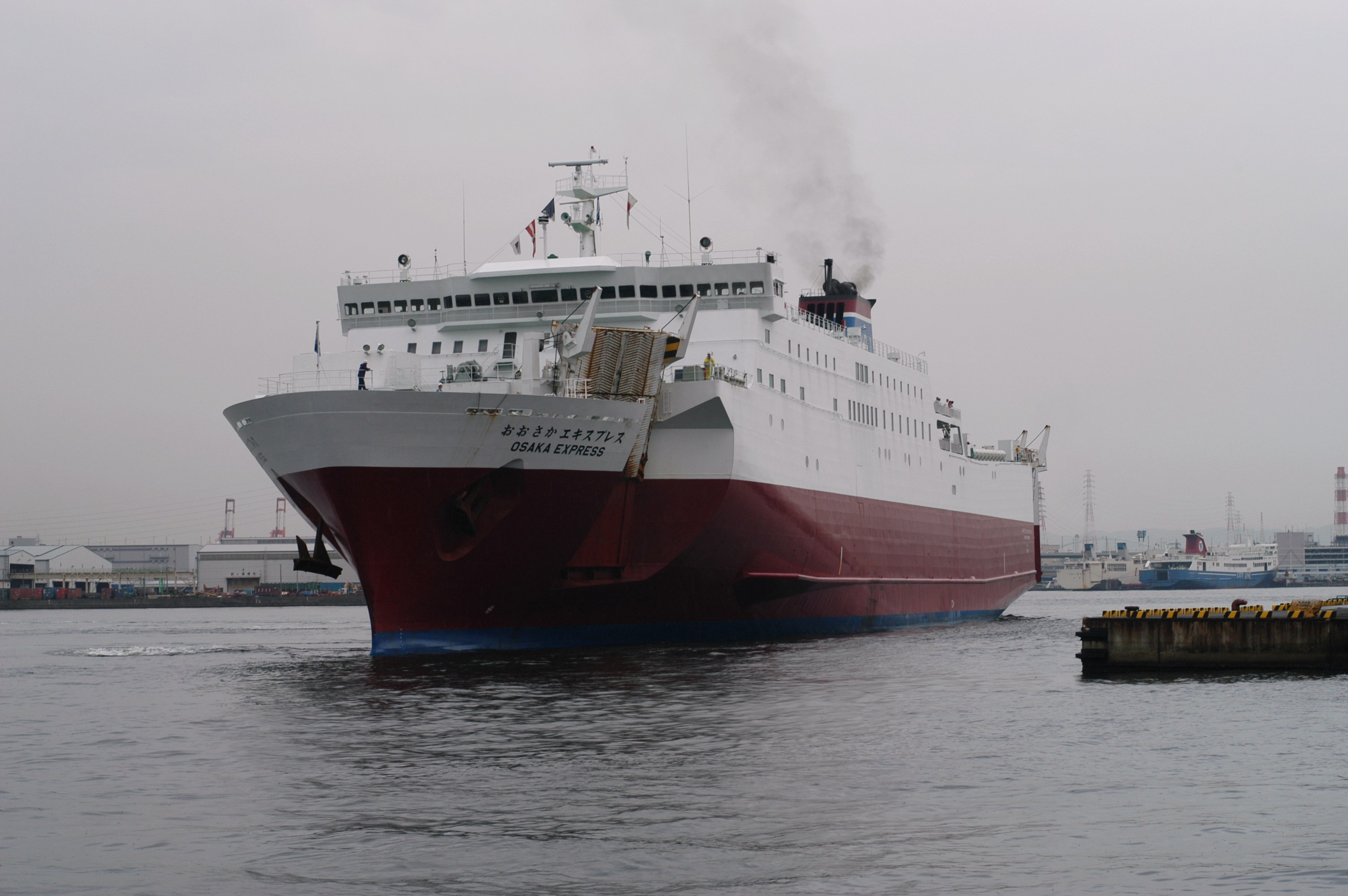
L‘Osaka Express, dernier navire construit pour Marine Express.

Durant la seconde moitié des années 1990, le renouvellement de la flotte se poursuit avec la mise en service sur la ligne d'Ōsaka du Miyazaki Express en 1996 et de l‘Osaka Express l'année suivante. Présentant des caractéristiques similaires à la précédente paire mise en service au début de la décennie, ils se substituent au Takachiho Maru et au Mimitsu Maru. Ce dernier quittera la flotte de même que l‘Ebino, remplacé sur la ligne de Kobe par le Takachiho Maru.
En décembre 1997, l'ouverture de la Tokyo Wan Aqua-Line entraîne l'arrêt des activités historiques de la compagnie dans la baie de Tokyo. La ligne de Kobe est fermée à son tour en mai 1998, entraînant la vente du Takachiho Maru. Le 29 janvier 1999, le siège de Marine Express est déménagé à Miyazaki.
La compagnie aborde les années 2000 avec d'importantes difficultés financières. L'augmentation du prix du carburant et la faible demande par rapport à l'offre rendent l'exploitation des navires insoutenable, en particulier celle des jumeaux Pacific Express et Phoenix Express. En 2001, la compagnie décide de leur faire effectuer une escale sur l'île de Shikoku à Kōchi pour les traversées vers Hyūga. Une escale dans la ville de Nachikatsuura dans la préfecture de Wakayama est également introduite pour les traversées à destination de Miyazaki.
En 2003, une nouvelle ligne depuis Ōsaka desservant simultanément Hyūga et Miyazaki est ouverte, moyennant l'acquisition d'un nouveau navire, le car-ferry de 195 mètres Rainbow Bell acheté à la compagnie Higashi Nihon Ferry et rebaptisé Ferry Himuka.
Malgré les moyens mis en place pour rentabiliser ses activités et attirer la clientèle, le déficit s'accumule pour Marine Express. En 2004, ses principaux cadres financent la création de la compagnie Miyazaki Car Ferry qui récupère l'exploitation des lignes depuis Miyazaki vers Ōsaka et les navires Miyazaki Express et Osaka Express. Mais ceci ne suffit pas, le 15 juin 2005, les activités de Marine Express sont interrompues. Le Phoenix Express et le Ferry Himuka sont transférés au sein de Miyazaki Car Ferry tandis que le Pacific Express est vendu. Avec une dette d'environ 35,1 milliards de yens, la compagnie est liquidée en 2006. Les infrastructures portuaires qu'elle possédait sont vendues à des sociétés privées ou acquises par les autorités locales.

## Lignes desservies
La compagnie Marine Express était principalement connue pour desservir les lignes vers l'île de Kyūshū depuis Honshū de 1971 à 2005. Ses navires effectuaient des traversées depuis les régions du Kantō et du Kansai vers la préfecture de Miyazaki. La première ligne a été Kawasaki - Hyūga suivie au mois de mai de la ligne Kobe - Hyūga et enfin Ōsaka - Hyūga en 1972. À partir des années 1990, les car-ferries de la compagnie ont commencé à faire escale à Miyazaki à la suite de la mise en place d'un nouveau terminal. Enfin dans les années 2000, Marine Express met en place des escales sur l'île de Shikoku, à Kōchi mais aussi dans la préfecture de Wakayama à Nachikatsuura. Une ligne desservant Hyūga et Miyazaki depuis Ōsaka est également ouverte.
Du temps de Nippon Car Ferry, quelques dessertes éphémères ont été expérimentées telles qu'une ligne entre Hiroshima et Hyūga de 1974 à 1980 ou encore la ligne reliant le sud de Kyūshū entre Ōsaka et Shibushi.
La compagnie a toutefois démarré ses activités en 1965 dans la baie de Tokyo et exploitait jusqu'en 1997 de petits car-ferries entre Kawasaki, Chiba, Kisarazu et Ichihara avant que l'inauguration de la Tokyo Wan Aqua-Line ne mette un terme à cette activité.

## Navires
| Navire           | Pavillon | Type         | Construction | Période   | Tonnage    | Longueur | Largeur | Passagers | Véhicules | Vitesse    | Statut |
| ---------------- | -------- | ------------ | ------------ | --------- | ---------- | -------- | ------- | --------- | --------- | ---------- | --- |
| Phoenix Express  |          | Ferry rapide | 1993         | 1993-2005 | 11 578 UMS | 170 m    | 25 m    | 660       | 90        | 26 nœuds   | Transféré au sein de Miyazaki Car Ferry. Revendu en 2006 à la compagnie corse Corsica Ferries, navigue actuellement en Méditerranée sous le nom de Mega Express Five.                                                        |
| Ferry Himuka     |          | Ferry rapide | 1996         | 2003-2005 | 13 597 UMS | 195,95 m | 27 m    | 350       | 77        | 24,9 nœuds | Transféré au sein de Miyazaki Car Ferry. Propriété de l'armateur grec Hellenic Seaways depuis 2006. Navigue actuellement sous le nom d‘Ariadne.                                                                              |
| Pacific Express  |          | Ferry rapide | 1992         | 1992-2005 | 11 578 UMS | 170 m    | 25 m    | 660       | 90        | 26 nœuds   | Vendu en Corée du Sud puis en Chine et au Mexique. Navigue depuis 2024 pour le compte de la compagnie grecque Ventouris Ferries sous le nom de Rigel V.                                                                      |
| Osaka Express    |          | Ferry        | 1997         | 1997-2004 | 11 933 UMS | 170 m    | 27 m    | 690       | 85        | 25 nœuds   | Transféré au sein de Miyazaki Car Ferry. |
| Miyazaki Express |          | Ferry        | 1996         | 1996-2004 | 11 931 UMS | 170 m    | 27 m    | 690       | 85        | 25 nœuds   | Transféré au sein de Miyazaki Car Ferry. |
| Takachiho Maru   |          | Ferry        | 1974         | 1974-1999 | 9 536 UMS  | 159,52 m | 21,50 m | 1 016     | 150       | 25 nœuds   | A terminé sa carrière pour le compte de la compagnie grecque NEL Lines sous le nom d‘European Express. Démoli en 2019. |
| Mimitsu Maru     |          | Ferry        | 1974         | 1974-1997 | 9 551 UMS  | 159,52 m | 21,50 m | 1 016     | 150       | 25 nœuds   | A terminé sa carrière sous le nom de Mary Queen of Peace pour le compte d'un armateur philippin. Démoli en 2008. |
| Ebino            |          | Ferry        | 1973         | 1975-1996 | 6 826 UMS  | 132,10 m | 22,68 m | 938       | 105       | 19,5 nœuds | A terminé sa carrière sous le nom de San Lorenzo Ruiz pour le compte d'un armateur philippin. Démoli en 2008. |
| Miyazaki         |          | Ferry        | 1973         | 1978-1996 | 7 050 UMS  | 140,85 m | 22,40 m | 670       | 80        | 21,5 nœuds | A terminé sa carrière sous le nom d‘Ezekiel Moreno pour le compte d'un armateur philippin. Rayé des listes depuis. |
| Saintpaulia      |          | Ferry        | 1971         | 1971-1993 | 5 960 UMS  | 118 m    | 20,40 m | 1 010     | 110       | 20 nœuds   | A terminé sa carrière sous le nom de San Paolo pour le compte d'un armateur philippin. Démoli en 2011. |
| Hamayu           |          | Ferry        | 1971         | 1971-1992 | 5 886 UMS  | 118 m    | 20,40 m | 1 010     | 110       | 20 nœuds   | A terminé sa carrière sous le nom de Superferry 3 pour le compte d'un armateur philippin. Détruit par un incendie en 2000.                                                                                                   |
| Osumi            |          | Ferry        | 1980         | 1980-1986 | 9 237 UMS  | 159,60 m | 21,50 m | 733       | 67        | 23,5 nœuds | A terminé sa carrière sous le nom de KC Bridge pour le compte d'un armateur sud-coréen. Démoli en 2010. |
| Salvia           |          | Ferry        | 1972         | 1976-1982 | 2 436 UMS  | 86,40 m  | 15 m    | 610       | 30        | 18 nœuds   | Vendu en Corée du Sud. A terminé sa carrière sous le nom de Asia South Korea pour le compte d'un armateur philippin. Naufrage le 23 décembre 1999 au large de l'Île Bantayan.                                                |
| Saitobaru        |          | Ferry        | 1972         | 1976-1978 | 6 496 UMS  | 140,90 m | 22,40 m | 583       | 16        | 21,5 nœuds | Naufrage en mer intérieure de Seto après être entré en collision avec un pétrolier sud-coréen le 6 septembre 1978. Renfloué puis démoli.                                                                                     |
| Futaba           |          | Ferry        | 1974         | 1975-1976 | 1 845 UMS  | 82,90 m  | 15,50 m | 568       | 71        | 17 nœuds   | Naufrage en mer intérieure de Seto après une collision avec un cargo taïwanais le 2 juillet 1976. |
| Hibiscus         |          | Ferry        | 1971         | 1971-1976 | 5 954 UMS  | 118 m    | 20,40 m | 1 010     | 111       | 20 nœuds   | Vendu en Algérie où il a navigué de 1976 à 2005 sous le nom de Hoggar. A terminé sa carrière sous le nom de Shahd Cleopatra pour le compte d'un armateur égyptien. Laissé à l'abandon au large de Suez puis chavire en 2017. |
| Bougainvillea    |          | Ferry        | 1971         | 1971-1976 | 5 964 UMS  | 118 m    | 20,40 m | 1 010     | 111       | 20 nœuds   | Vendu en Algérie où il a navigué de 1976 à 2005 sous le nom de Zeralda. A terminé sa carrière sous le nom de Cleopatra Moon pour le compte d'un armateur égyptien. Actuellement à l'abandon au large de Suez.                |
| Lupinus          |          | Ferry        | 1971         | 1971-1975 | 5 909 UMS  | 118 m    | 20,40 m | 984       | 110       | 20 nœuds   | Vendu à une compagnie taïwanaise. Échoué le 9 septembre 1983 durant un typhon, déclaré en perte totale. |
| Phenix           |          | Ferry        | 1971         | 1971-1975 | 5 954 UMS  | 118 m    | 20,40 m | 1 010     | 111       | 20 nœuds   | Vendu en Algérie où il a navigué de 1975 à 2004 sous le nom de Tipasa. A terminé sa carrière sous le nom d‘Excellent pour le compte d'un armateur égyptien. Démoli en 2006.                                                  |